# Kurt Boo
Kurt Boo es un deportista sueco que compitió en piragüismo en la modalidad de aguas tranquilas. Ganó la medalla de plata en el Campeonato Mundial de Piragüismo de 1938, en la prueba de K2 1000 m.

## Palmarés internacional
| Campeonato Mundial | Campeonato Mundial | Campeonato Mundial | Campeonato Mundial |
| Año                | Lugar              | Medalla            | Evento             |
| ------------------ | ------------------ | ------------------ | ------------------ |
| 1938               | Vaxholm (Suecia)   | Medalla de plata   | K2 1000 m          |